# Амазонска патуљаста веверица
Амазонска патуљаста веверица (Microsciurus flaviventer) је врста сисара из реда глодара и породице веверица (лат. Sciuridae). 

## Распрострањење
Врста је присутна у Бразилу, Еквадору, Колумбији и Перуу.

## Станиште
Амазонска патуљаста веверица има станиште на копну.

## Угроженост
Подаци о распрострањености ове врсте су недовољни.

### Популациони тренд
Популациони тренд је за ову врсту непознат.